# Regreso al planeta de los simios (serie animada)
Regreso al planeta de los simios (título original en inglés: Return to the Planet of the Apes) es una serie animada estadounidense producida por DePatie-Freleng Enterprises. Se basa en la novela El planeta de los simios de Pierre Boulle y en otras adaptaciones de la franquicia del mismo nombre. El programa fue transmitido por primera vez en Estados Unidos el 6 de septiembre de 1975 por la cadena NBC. La serie tuvo 13 episodios de 24 minutos de duración cada uno.
A diferencia de las otras adaptaciones de la franquicia, la serie animada muestra la arquitectura y tecnología simia como similar a la de los Estados Unidos del siglo XX, incluyendo la presencia de automóviles, televisión y cine. En este aspecto, la serie animada es más cercana al concepto original de la novela de Boulle.

## Argumento
Tres astronautas estadounidenses del año 1976, Bill Hudson, Jeff Allen y Judy Franklin, regresan al planeta Tierra luego de que su nave espacial atravesara un vórtice de tiempo y fuera lanzada al año 3979. Los astronautas se encuentra atrapados en una etapa histórica en la que los simios gobiernan la Tierra y los humanos, en estado primitivo, son esclavizados por los simios. Durante el transcurso de la serie, los astronautas tratan de mantenerse fuera del alcance de los simios mientras buscan la manera de volver al tiempo presente.

## Personajes

### Humanos
- Bill Hudson - Astronauta estadounidense; lleva una camiseta azul y pantalones blancos.
- Jeff Allen - Astronauta estadounidense; representado con una camisa roja de cuello alto.
- Judy Franklin - Astronauta estadounidense, experta en aviación; es secuestrada y retenida durante un tiempo antes de ser rescatada.
- Nova - Mujer humana que se une a Bill, Jeff, y Judy en sus aventuras.
- Ronald Brent - Astronauta estadounidense que despegó en el año 2109 pero llegó a la época del dominio simio varios años antes de la expedición Hudson/Allen/Franklin.
- Habitantes subterráneos - Grupo de humanos, con aparentes poderes psíquicos y telequinéticos. Se alojan en un lugar subterráneo cercano a la ciudad de los simios.
- Krador - Líder de los habitantes subterráneos.

### Simios
- Cornelius - Científico chimpancé.
- Zira - Científica chimpancé que se opone abiertamente al régimen de los simios.
- General Urko - Un general gorila sediento de poder que planea expulsar del planeta a los humanos y a los habitantes subterráneos, así como conquistar a todos los no simios.

- Dr. Zaius - El líder orangután del Senado Simio, representado como un político vejez que cuestiona las tácticas del general Urko.

- Kigor - Un yeti que ayuda a los astronautas en dos ocasiones; primero salvándolos de los soldados de Urko, y después ayudándoles a derrotar a un pájaro mutante.

## Voces y doblaje
| Personaje     | Actor de voz original Estados Unidos | Actor de doblaje · México                                              |
| ------------- | ------------------------------------ | ---------------------------------------------------------------------- |
| Bill Hudson   | Richard Blackburn Tom Williams       | Carlos Rotzinger                                                       |
| Jeff Allen    | Austin Stoker                        | Santiago Gil                                                           |
| Judy Franklin | Claudette Nevins                     | Tena Curiel Magdalena Leonel Gloria Rocha                              |
| Nova          | Claudette Nevins                     | Rocío Garcel                                                           |
| Ronald Brent  | ¿?                                   | Carlos Rotzinger                                                       |
| Krador        | ¿?                                   | Álvaro Tarcicio                                                        |
| Cornelius     | Henry Corden Edwin Mills             | Manuel de la Llata                                                     |
| Zira          | Philippa Harris                      | Nelly Salvar                                                           |
| Urko          | Henry Corden                         | Víctor Guajardo Víctor Alcocer Jaime Vega                              |
| Zaius         | Richard Blackburn                    | Juan Domingo Méndez Rubens Medel                                       |
| Narrador      | ¿?                                   | Carlos Rotzinger Manuel de la Llata Santiago Gil Carlos David Ortigosa |

Empresa de doblaje latinoamericano: Cinematográfica Interamericana.

## Episodios
1. Las llamas del juicio (Flames of Doom)
2. Escape de la ciudad de los simios (Escape from Ape City)
3. El profeta del más allá (The Unearthly Prophecy)
4. El túnel del terror (Tunnel of Fear)
5. La laguna del peligro (Lagoon of Peril)
6. Terror en la montaña de hielo (Terror on Ice Mountain)
7. El río en llamas (River of Flames)
8. Alas estridentes (Screaming Wings)
9. Rumbo a lo desconocido (Trail to the Unknown)
10. Ataque aéreo (Attack from the Clouds)
11. Misión piadosa (Mission of Mercy)
12. La invasión de los habitantes subterráneos (Invasion of the Underdwellers)
13. Lucha de titanes (Battle of the Titans)